# Ambrose Patrick Genda
Ambrose Patrick Genda (nascido em 20 de abril de 1927 em Gerihun e falecido em 2002) foi um oficial militar, diplomata e político serra-leonês. De 24 a 27 de março de 1967 foi presidente militar de Serra Leoa sob o Conselho Nacional de Reforma.
Serviu no exército, onde ascendeu ao posto de coronel. Em 1967, tornou-se embaixador de Serra Leoa nas Nações Unidas. Após um golpe militar em 24 de março de 1967, no qual David Lansana foi deposto,  assumiu temporariamente o poder como chefe do Conselho Nacional de Reforma por três dias antes de entregá-lo a Andrew Juxon-Smith. Tornou-se então embaixador na Libéria. Em 1968, cooperou com os militares que organizaram um golpe de Estado que restaurou o poder civil liderado por Siaka Stevens.  Mais tarde serviu como alto comissário na Grã-Bretanha durante um ano e depois foi embaixador na URSS até 1970.